# Leilek
Leylekskiy Rayon (ryska: Лейлекский Район) är ett distrikt i Kirgizistan.   Det ligger i oblastet Batken, i den västra delen av landet, 500 km sydväst om huvudstaden Bisjkek.